# مايك واتسون
مايك واتسون هو لاعب بوكر كندي، ولد في 1984 في سانت جونز في كندا.